# Csőmell
A csőmell vagy tubuláris mell az emlő veleszületett fejlődési rendellenessége. A nőknél pubertáskor jelentkezik és előfordulhat az egyik vagy mindkét oldalon, de előfordulhat férfiaknál is. Ilyen esetben a mell fejlődése során nem alakulnak ki megfelelően a mellszövetek. 
A rendellenességet először 1976-ban írták le egészségügyi állapotként.  2014 elején a rendellenességet nemzetközileg a BNO-10 szerinti betegségnek minősítették és azóta is betegségként ismerik el.
Jellemző a megnagyobbodott bimbóudvar, a két mell közötti nagy távolság, a minimális mellszövet, megereszkedett mell, a normálisnál magasabb mellredő, valamint a keskeny alap a mellkas falánál. Ez az állapot alacsony tejtermelést okozhat a nőknél, a termékenységet és a terhességet nem befolyásolja. A csőmell, illetve a mell szokatlan alakja pszichés problémákat is okozhat a pubertáskorban lévő lányoknál.
Az állapot kialakulásának pontos oka egyelőre tisztázatlan, feltételezések szerint a kollagénlerakódás zavarát genetikai okok idézhetik elő. Előfordulása ritka. Statisztikai adatok alapján a mellnagyobbításos betegek egy-öt százalékát érinti, azonban a ténylegesen érintettek köre pontosan nem ismert, mivel nem mindig kérnek műtéti beavatkozást.
A csőmell sebészi beavatkozással korrigálható.